# Chiesa di San Rocco (Parma)
La chiesa di San Rocco è un luogo di culto cattolico dalle forme barocche, situato in strada dell'Università 8A a Parma, in provincia e diocesi di Parma.

## Storia
La chiesa di San Rocco venne iniziata a Parma nel 1528, per un voto fatto dalla cittadinanza durante una pestilenza: la cura dei lavori di costruzione venne inizialmente affidata alla confraternita di San Giovanni decollato, ma nel 1564 passò ai gesuiti che, nel 1572, diedero un nuovo e decisivo impulso all'opera.
Alla progettazione dell'edificio (a pianta centrale, cosa eccezionale per una chiesa gesuitica) parteciparono gli architetti gesuiti Giuseppe Valeriano, Giorgio Soldati, Giovanni de Rosis, Luca Bienni e Tommaso Blandino, al quale si deve il disegno definitivo.
Nella seconda metà del XVI secolo accanto alla chiesa venne eretto il collegio dei gesuiti e nel 1599 vennero avviati i corsi universitari.
La chiesa fu completamente riedificata nel XVIII secolo: i lavori iniziarono il 17 ottobre 1737 sotto la direzione di Edelberto dalla Nave e si conclusero il 31 luglio 1750. Nel 1754 alla chiesa venne affiancato un campanile di oltre 50 metri.
Dopo l'espulsione dei gesuiti dal ducato di Parma decretata da Ferdinando di Borbone (8 febbraio 1768) il comune affidò la chiesa ai padri lazzaristi; quando anche questi vennero soppressi (1810) l'edificio venne affidato alle orsoline, che la restituirono ai gesuiti nel 1916.

## Interno

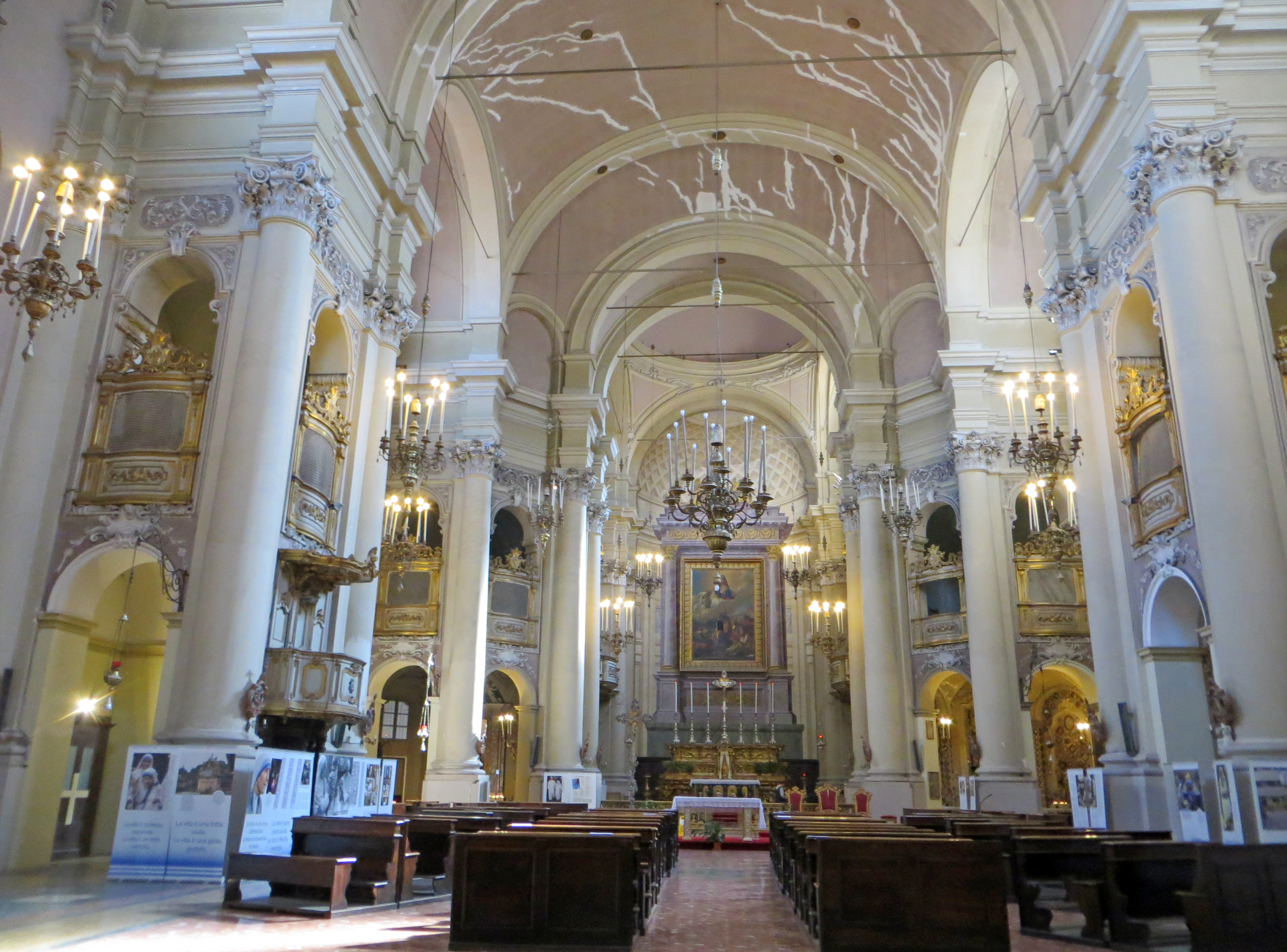
Interno

Sull'altare maggiore della chiesa campeggia il San Rocco che guarisce gli appestati realizzato da Francesco Scaramuzza e ivi collocato nel 1831; tra gli altri dipinti conservati in chiesa, San Francesco Saverio di Pietro Rotari, La Regina degli Angeli con i santi Luigi Gonzaga e Stanislao Kostka commissionato da Maria Antonia Gioseffa di Borbone-Parma a Giovanni Battista Borghesi, L'apparizione di Dio Padre e Cristo con la Croce a sant'Ignazio di Lionello Spada, una Circoncisione di Gesù di Giacinto Brandi.
Nella cappella a sinistra dell'altare maggiore si conserva il monumento funebre alla contessa Giacinta Sanvitale, realizzato da Domenico Guidi su disegno di Alessandro Algardi.
L'organo a canne della chiesa, collocato sopra un'elegante cantoria dorata e dipinta, dentro una cassa di gusto barocco finemente intagliata e decorata, fu costruito da Bernardo Poncini ed Antonio Negri-Poncini nel 1754 e più volte rimaneggiato nel corso del secolo successivo.